# Incendie de forêt d'Ōfunato
Le 26 février 2025, un incendie de forêt se déclare au sud-est d'Ōfunato, une ville de la préfecture d'Iwate, au Japon. Le 3 mars 2025, l'incendie se propage à 2 900 hectares et détruit 84 bâtiments. A cette occasion, une personne est tuée et plus de 4 500 habitants sont évacués.

## Contexte

### Conditions préalables
En 2024, le Japon connaît son année la plus chaude jamais enregistrée. L'incendie commence pendant la saison sèche d'Ōfunato, qui s'étend de janvier à mars. La ville connaît un manque de  précipitations record en février, avec seulement 2,5 millimètres, à comparer à la moyenne de 41 millimètres enregistrée auparavant. Cette dernière quantité bat pourtant le précédent record, qui avait été de 4,4 millimètres en 1967. Yusuke Yokoyama, professeur à l'Institut de recherche sur l'atmosphère et l'océan de l'université de Tokyo, attribue les conditions de sécheresse à l'air froid et sec entrant en conflit avec l'air humide venu de la mer.
Yokoyama déclare également que la propagation rapide de l'incendie pourrait être due à la topographie des montagnes escarpées où le feu se propage. Yoshiya Touge, professeur de recherche sur les ressources en eau à l'université de Kyoto, ajoute que de nombreux arbres de la région sont des conifères très inflammables qui, associés aux forts courants d'air dans la région, contribuent à la propagation de l'incendie.

### Autres incendies
Dans les semaines précédant l'incendie, deux autres feux de forêt se déclarent dans la région. Le premier a lieu le 19 février à 11 h 55 dans l'ancien bourg de Sanriku, dans la ville d'Ōfunato, où il est signalé de la fumée dans les montagnes. Il atteint 324 hectares mais il est maîtrisé le 25 février. Le deuxième incendie est signalé dans l'ancien village d'Otomo (ja), dans la ville voisine de Rikuzentakata, à 15 h 20 le 25 février. Il est éteint à midi le lendemain après avoir détruit 8 hectares, dont une petite zone à l'intérieur des limites d'Ōfunato.

## Progression
Le 26 février à 13 h 2, le premier appel d'urgence est passé, signalant un incendie dans la ville d'Akasaki. Le premier ordre d'évacuation est émis à 14 h 14 pour la région de Ryōri. Après s'être retrouvés bloqués au port de pêche de Koji, 15 personnes doivent être secourues à 17 h 20 par les garde-côtes de Kamaishi. Un rapport de l'Agence de gestion des incendies et des catastrophes (FDMA) à 22 h 30 indique que l'incendie s'est propagé à 600 hectares. Selon les estimations de la FDMA à 22 h 40, le nombre de bâtiments endommagés s'élève à 84. Des ordres d'évacuation sont alors émis à l'attention de 2 114 personnes dans 873 foyers.
Le corps d'un homme gravement brûlé est retrouvé sur une route le 27 février par la police locale,. À 16 h 45, le deuxième ordre d'évacuation est émis, couvrant les régions d'Ōdate, Nagahama, Nagasaki, Shimizu, Takonoura et Toguchi.
Le 28 février, un rapport de la FDMA indique que l'étendue de l'incendie est de 600 hectares. Puis un autre rapport à 14 heures l'établit à 1 200 hectares, ce qui en fait le plus grand incendie de forêt du Japon depuis celui de Kushiro, à Hokkaidō, qui avait brûlé 1 030 hectares en 1992,. À 18 h 13, un autre ordre d'évacuation est émis, concernant les zones de Morikko, Nochinoiri, Ōbora, Ubukata, Yado et Yamaguchi.

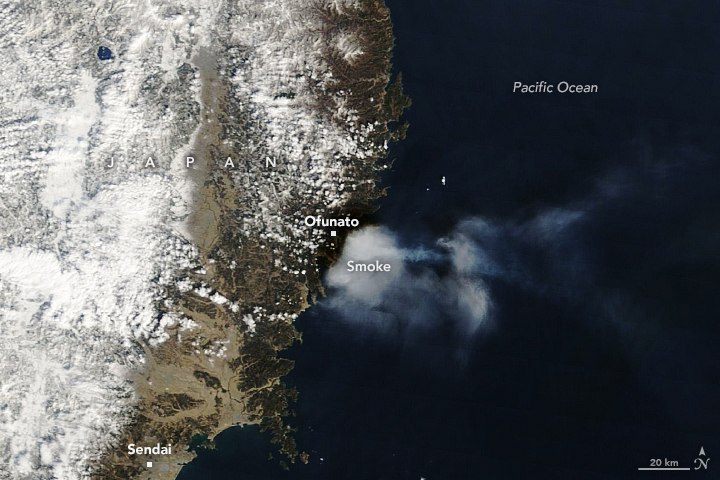
Image satellite de l'incendie prise le 1er mars 2025- par.

Le 1er mars à 7 h 30, un autre ordre est émis pour les régions de Hajimeminenishi, Hajimereitō et Uehajimemine. Au total, des ordres d'évacuation ont été émis à l'attention de 1 896 foyers de la ville d'Ōfunato, affectant 4 596 personnes dans 17 districts. Un rapport de la FDMA daté de 12 heures[pas clair] indique que l'incendie s'est propagé à 1 400 hectares. Un autre rapport à 11 heures le lendemain indique que l'incendie s'est propagé à 1 800 hectares. Le 3 mars à 7 heures du matin, la FDMA signale que l'incendie s'est propagé à 2 100 hectares, puis à 2 600 hectares le 4 mars à 7 heures du matin.
Selon un rapport de la FDMA, l'incendie s'est finalement étendu à plus de 2 900 hectares le 5 mars. Il s'agit du plus grand incendie au Japon depuis plus de 50 ans, surpassant celui de 1975, qui avait brûlé 2 700 hectares à Hokkaido. Un rapport ultérieur[Quand ?] indique que 545 équipes de 15 préfectures sont sur les lieux, avec 2 030 pompiers, ainsi que 13 équipes de lutte aérienne de 80 personnes. Les premières pluies significatives depuis le début de l'incendie commencent le 5 mars à 4 heures du matin, mettant fin à une période de sécheresse de 16 jours dans certaines régions ; 17 millimètres tombent ce jour-là. Lors d'une conférence de presse, la ville déclare qu'elle n'a pas encore été en mesure d'enquêter sur l'effet de la pluie, mais les pompiers confirment que l'incendie ne s'est pas propagé davantage. Une enquête sur place confirme que 78 bâtiments ont été endommagés, mais le rapport note que toutes les zones n'ont pas été étudiées et indique que ce nombre pourrait augmenter. Ce nombre s'établit finalement à 84.

## Réactions des pouvoirs publics

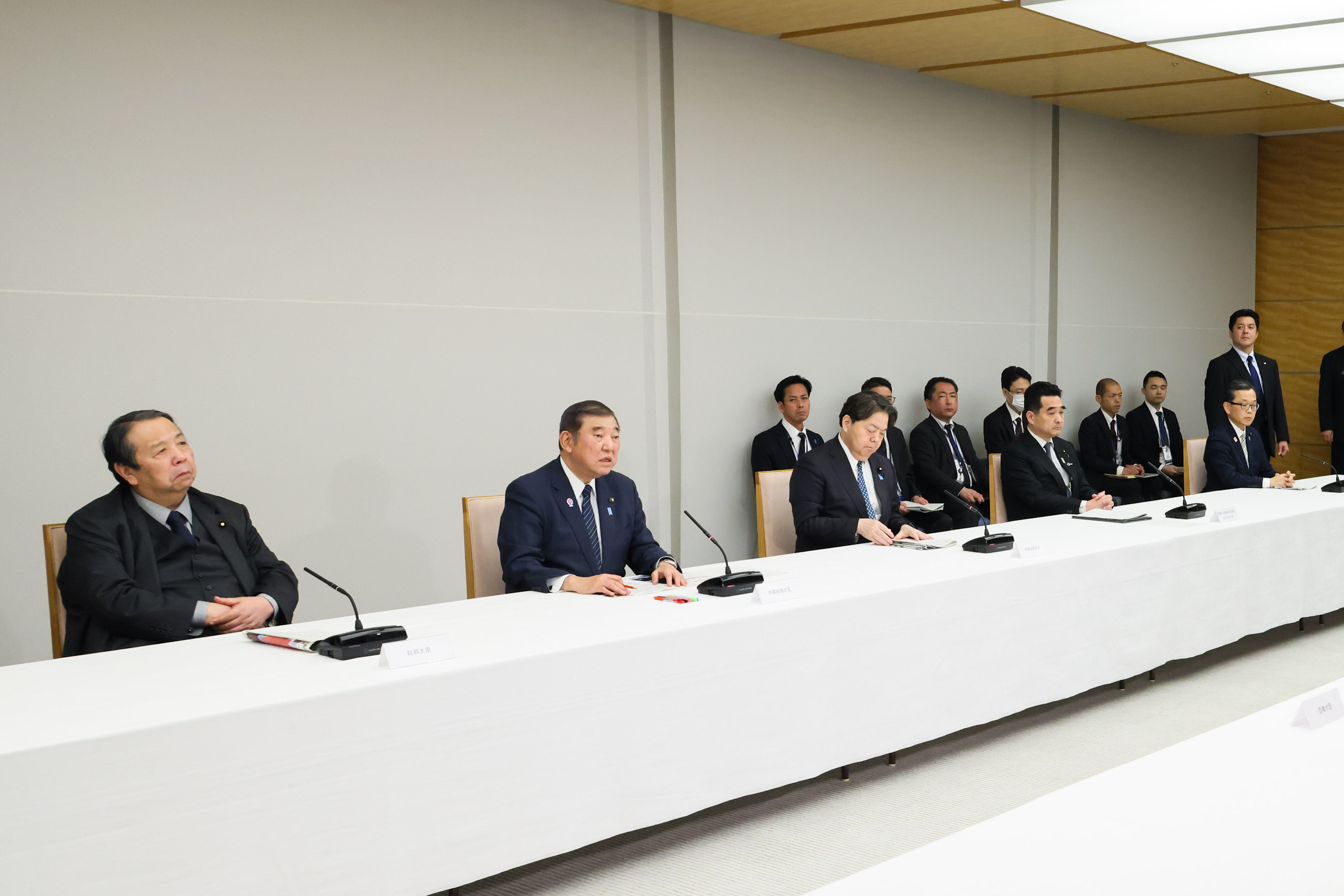
Réunion ministérielle du 7 mars 2025.

Les premières interventions sont effectuées rapidement après le début de l’incendie, le 26 février. Le gouvernement de la ville établit un quartier général d'intervention à 13h33, qui est repris par le Gouvernement préfectoral d'Iwate (ja) à 15h50 À 14 heures. La ville d'Ōfunato et la préfecture d'Iwate demandent l'envoi des forces d'autodéfense japonaises en renfort. La FDMA a établit son propre quartier général à 14h30, avec à sa tête le directeur de la Division de la protection civile et de la prévention des catastrophes de l'agence. Le QG est ensuite réorganisé à 15h34, le commissaire général de la FDMA en prend la direction. La préfecture demande aussi l'envoi d'une équipe d'assistance d'urgence pour lutter contre les incendies à 15h34. Du soutien est reçu des villes de Niigata, Sapporo, Sendai, Tokyo et Yokohama et des préfectures d'Akita, Aomori, Chiba, Fukushima, Gunma, Hokkaido, Ibaraki, Kanagawa, Miyagi, Niigata, Saitama, Tochigi, Tokyo et Yamagata.
Le 26 février à 19 heures, la loi sur les secours en cas de catastrophe entre en vigueur, affectant le coût des secours  à la charge du gouvernement national et des préfectures. Le lendemain, la loi Disaster Victims' Livelihood Reconstruction Support Act (ja) est également appliquée. Le 5 mars, le Premier ministre Shigeru Ishiba envisage de qualifier l'incendie de forêt de «catastrophe grave» en vertu de la Act on Special Financial Assistance for Dealing with Severe Disasters (ja), le gouvernement prendrait en charge, dans ce cas, les coûts de la reconstruction et du réaménagement.

## Impact sur les infrastructures
Le 27 février, la compagnie d'électricité de Tohoku a coupé l'alimentation électrique d'environ 500 foyers afin d'éviter tout nouvel impact de l'incendie sur le réseau électrique. Le 28 février, Taiheiyo Cement a suspendu les opérations de son usine d'Akasaki Town pour assurer la sécurité de ses employés.
Trois écoles de la ville sont temporairement fermées en raison des incendies. Le chemin de fer de Sanriku suspend tous les services entre Sakari et Sanriku, puis jusqu'à Kamaishi le 2 mars en raison d'une panne de courant. Les bus de remplacement des trains fonctionnent jusqu'à ce que les ordres d'évacuation soient levés, mais ils ne s'arrêtent pas à Rikuzen-Akasaki, Ryōri, Koishihama ou Horei afin de contourner la zone d'évacuation. Le 2 mars, des pêcheurs locaux évacuent leurs bateaux ancrés au port d'Ayari, dans la ville de Sanriku, vers le port de pêche d'Ōfunato. Ils ont dû s'y rendre en bateau car la zone était inaccessible par voie terrestre en raison des ordres d'évacuation.
Le 3 mars, environ 1 660 ménages sont touchés par des coupures d'électricité et 840 par des coupures d'eau. De nombreuses routes sont fermées en raison de l'incendie, y compris de grandes parties de route préfectorale 9 d'Iwate (ja) et d'une partie de la route nationale 45, utilisée pour les décollages et atterrissages des hélicoptères.

## Réactions officielles
Le 27 février à minuit, le Secrétariat du Cabinet établit un bureau de liaison d'information qui est ensuite placé sous la responsabilité du premier ministre à 9 heures le 28 février.
Le 3 mars, le prince Hisahito d'Akishino déclare dans sa première conférence de presse: «Je voudrais exprimer ma plus sincère sympathie à ceux qui ont été touchés» .